# Metafisica Sufi
Le principali idee della Metafisica Sufi si riferiscono al concetto di waḥda, che significa "unità", e che in arabo è intimamente connesso al concetto di tawḥīd. Vi sono due principali approcci sufi su questo tema, peraltro controverso. Il primo è quello della Waḥdat al-wujūd, che significa letteralmente "Unicità di Esistenza" o "unicità dell'essere"; il secondo quello della waḥdat al-shuhūd, che significa "Unicità della testimonianza" o "apparentismo", che sostiene che Dio e la sua creazione sono completamente separati.
Alcuni riformisti musulmani hanno sostenuto che la differenza tra le due filosofie esiste solo a livello semantico e che l'intero dibattito è semplicemente una raccolta di "controversie verbali" che si sono verificate a causa del linguaggio ambiguo, e che il concetto del rapporto tra Dio e l'universo è ancora attivamente dibattuto sia tra sufi che tra i sufi e i musulmani non sufi.

## Elementi di base
Secondo la visione sufi, Dio avrebbe creato il mondo e l'uomo per contemplare e comprendere se stesso attraverso la sua creatura. La creatura (l'uomo), in quanto parte di Dio, deve mirare alla comprensione di se stesso per tendere all'Unità col suo creatore. La comprensione di se stessi è infatti equivalente a come Dio contempla se stesso, e in questa contemplazione l'uomo diviene così come uno specchio che riflette la luce divina. Solamente coloro che raggiungono piena consapevolezza di questo legame divino, divengono anche gli occhi con cui Egli (essendo noi parte della divinità) osserva il mondo.
Il concetto di "tesoro nascosto" deriva da Ibn Arabi che, partendo dalla nozione cui si riferisce al ḥadīth qudsi in cui Dio avrebbe detto: «Ero un tesoro nascosto e mi è piaciuto [o voluto] essere conosciuto così. Ho creato le creature per essere conosciuto da loro.» Per chiarire meglio ciò, è opportuno riferirsi alle parole di Henry Corbin:
()

## Waḥdat al-wujūd(Unicità dell'Esistenza)
(Abd al-Ghani al-Nabulsi)
La filosofia della Waḥdat al-wujūd ha preso forma grazie ad al-Ḥusayn ibn ʿAlī nel libro a lui attribuito della Mirʾat ul-ʿĀrifīn scritto in risposta alla domanda del figlio Zayn al-ʿĀbidīn circa la spiegazione della sūra Al-Fātiḥa. In questo libro, l'autore ha interpretato l'ideologia del Waḥdat al-Wujūd per la prima volta nel modo più completo. Dopo di che, il pensatore mistico e teologo Abū Saʿīd Mubārak al-Makhzūmī ha discusso questo concetto nel suo libro intitolato Tuḥfa Mursala. Un santo sufi andaluso Ibn Sab'in è noto anche per impiegare questo termine nei suoi scritti. Ma il santo sufi che più ha caratterizzato la discussione dell'ideologia della metafisica sufi è Ibn Arabi. Egli impiega il termine wujūd per riferirsi a Dio come l'Essere Necessario. Egli attribuisce anche il termine per tutto diverso da Dio, ma insiste che wujūd non appartiene alle cose presenti nel cosmo, in ogni senso del reale. Piuttosto, le cose prendono in prestito wujūd da Dio, tanto quanto la luce della terra è presa in prestito dal sole. Il problema è come al wujūd possono essere attribuite le cose, chiamate anche "entità" (a'yān). Dal punto di vista del tanzih, Ibn ʿArabī dichiara che il wujūd appartiene a Dio solo, e, nella sua famosa frase, le cose "non hanno mai l'odore di un soffio di wujūd." Dal punto di vista del tasbih, egli afferma che tutte le cose sono delle rivelazioni del wujūd (tajalli) o auto-manifestazioni (ẓuhur). Insomma, tutte le cose sono "Lui/non Lui" (Huwa/lā Huwa), vale a dire che sono Dio e non Dio, sia wujud che diverse da wujud. Nel suo libro Fuṣūṣ al-ḥikam, Ibn ʿArabī afferma che "wujūd è il terreno inconoscibile e inaccessibile di tutto ciò che esiste. Dio solo è il vero wujūd, mentre tutte le cose dimorano nella non-esistenza, così anche wujūd da solo è non delimitato (muṭlaq), mentre tutto il resto è vincolato, confinato e ristretto. Wujūd è l'assoluto, infinito, la realtà non delimitata da Dio, mentre tutti gli altri rimangono relativi, finiti e delimitati".
La dottrina di Ibn ʿArabī della Waḥdat al-wujūd si concentra sulla realtà esoterica (bāṭin) delle creature, invece della dimensione della realtà essoterica (ẓāhir). Perciò egli interpreta che il wujūd è una realtà unica da cui deriva tutta la realtà. Il mondo esterno degli oggetti sensibili è un'ombra fugace del Reale (al-Ḥaqq), Dio. Dio solo è la realtà onnicomprensiva ed eterna. Tutto ciò che esiste è l'ombra (tajalli) del Reale e non è indipendente da Dio. Questo è il riassunto nelle parole di Ibn Arabi. «Gloria a Colui che ha creato tutte le cose, essendo lui stesso la loro stessa essenza (ʿaynuha).»
Per chiamare wujūd o Essere Reale "unico", si parla di unicità dell'Essenza. In altri termini, si tratta di dire che l'Essere - Luce in sé - è assoluto, o non delimitato (muṭlaq), vale a dire, infinito, indefinito e indefinibile, indistinto e indistinguibile. Al contrario, tutto ciò oltre ad Essere - ogni cosa esistente (mawjûd) - è distinta, definita e limitata (muqayyad). Il Reale è incomparabile e trascendente, ma si rivela in tutte le cose (tajalli), così è anche simile e immanente. Possiede tale "non delimitazione" assoluta che non è delimitata da alcuna non delimitazione. "Dio possiede un Essere non delimitato, ma nessuna delimitazione gli impedisce la delimitazione. Al contrario, Egli possiede tutte le delimitazioni, così Egli è delimitazione non delimitata"
Al livello più alto, wujūd è la realtà assoluta e non delimitata di Dio, l' "Essere necessario" (wājib al-wujūd), che non può non esistere. In questo senso, wujūd designa l'essenza di Dio o del Reale (dhāt al-ḥaqq), l'unica realtà che è reale a tutti gli effetti. Ai livelli più bassi, wujūd è la sostanza alla base di "tutto diversa da Dio" (mā siwā Allāh) che è come Ibn ʿArabī e altri definiscono il "cosmo" o "universo" (al-ʿālam). Quindi, in un significato secondario, il termine wujūd è usato come abbreviazione per indicare tutto il cosmo, a tutto ciò che esiste. Può anche essere impiegato per indicare l'esistenza di ogni cosa che si trova nell'universo.
I "nomi" di Dio (asmāʾ) o 'attributi' (ṣifāt), d'altra parte, sono le relazioni che si possono distinguere tra l'Essenza e il cosmo. Essi sono noti a Dio, perché egli conosce ogni aspetto della conoscenza, ma non sono entità esistenti o qualità ontologiche, ciò implica la pluralità nella Divinità.
Ibn 'Arabi ha usato il termine "effusione" (fayḍ) per indicare l'atto della creazione. I suoi scritti contengono espressioni che mostrano le diverse fasi della creazione, una distinzione meramente logica e non effettiva. Di seguito si fornisce la sua visione della creazione in tre fasi: la Santissima effusione (al-fayḍ al-aqdas), la Santa Effusione (al-fayḍ al-muqaddas) e l'effusione perpetua (al-fayḍ al-mustamirr).
La Waḥdat al-wujūd diffonde attraverso gli insegnamenti dei Sufi come Qunawi, Junayd, Tilimsani, Qushayri, Jami, ecc.
Il noto studioso Muhibullah Allahabadi ha sostenuto con forza la dottrina. Sachal Sarmast e Bulleh Shah due poeti sufi provenienti dall'India, sono stati anche ardenti seguaci del Waḥdat al-wujūd. Si è anche associato con l'Hamah Ust (il significato persiano di "Lui è l'unico") nella filosofia dell'Asia meridionale.

### Unicità e molteplicità
La molteplicità del reale nasconde l'essenza dell'Unità, questa situazione viene spesso paragonata ad uno specchio in cui si osservano delle immagini. Lo specchio rappresenta la metafora della realtà assoluta e le immagini il mondo dei fenomeni. Le immagini infatti sono percepite sulla superficie dello specchio, ma senza lo specchio non si scorgerebbe alcuna immagine. Allo stesso modo viene un'altra metafora che esprime il concetto di Unità e Molteplicità:
(Gāmīʿ al-asrār)
Un'altra metafora è quella di immaginare un cerchio creato da un tizzone ardente nel buio. Il moto circolare del tizzone appare come un cerchio di luce. Il cerchio ovviamente non esiste, esso è irreale. Tuttavia appare alla nostra esperienza empirica, tale è la modalità con cui percepiamo la natura delle cose.
(Mahmūd Šabastarī)
L'unità rappresenta l'aspetto "assoluto" (iṭlāq) o la "contrazione di insieme" (igmāʿ), e la Molteplicità l'aspetto della "determinazione" (taqyīd) d' "espansione concreta" (tafsīl). Secondo Haydar Āmulī l'intuizione simultanea dei due aspetti della realtà è l' "Unificazione dell'esistenza" e la ritiene l'unica autentica controparte filosofica del monoteismo religioso. In Dio egli rinviene l'esistenza della purezza assoluta mentre nelle cose del mondo fenomenale individua le differenziazioni della realtà dell'esistenza.

### Struttura della realtà
La struttura dell'unicità dell'esistenza può essere spiegata seguendo la logica grammaticale. Se si considera una proposizione del tipo il "fiore è bianco",  da un punto di vista logico grammaticale il "fiore" è il soggetto e rimanda ad una sostanza che esiste. Mentre il predicato "esiste" denota una qualità che qualifica la sostanza. Per i filosofi della Waḥdat al-wujūd in realtà il soggetto non è il fiore, perché il soggetto reale è l'esistenza; mentre il fiore o qualsiasi altro soggetto sono soltanto delle qualità o attributi che determinano il soggetto ultimo costituito dall'esistenza. Grammaticalmente, il fiore è un nome sostantivo, ma metafisicamente i cosiddetti oggetti sono oggetti o aggettivi in natura, essi modificano e qualificano la realtà chiamata "esistenza". In altri termini, il fiore è un accidente che qualifica l'esistenza e la determina di una cerca forma fenomenale. L'esistenza in sé, è priva di attributi. È unità assoluta e semplice. Di conseguenza tutte le differenze percettibili devono considerarsi illusorie. Nell'Advaita Vedanta è riportato:

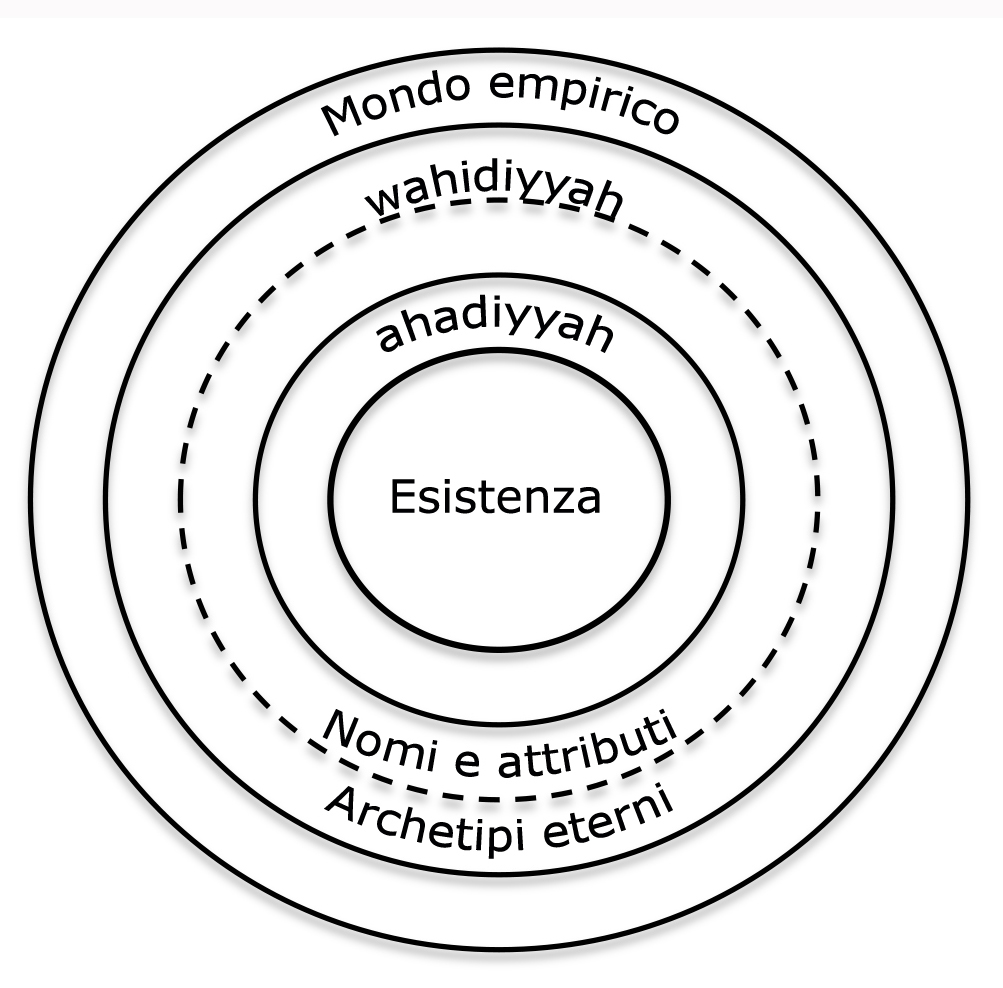
Schema dei gradi di variazione dell'Esistenza

()

### Aspetti e gradi dell'"esistenza"
Per descrivere i vari aspetti di cui è composta l'esistenza, intendendo per esistenza l'Assoluto secondo la filosofia della Waḥdat al-wujūd si può seguire lo schema riprodotto a fianco. L'Assoluto nella sua forma ontologicamente pura è chiamato ḏāt al-wujūd, cioè l'"Essenza di Dio" prima che lo si descriva con qualche attributo. Questo è lo stato inconoscibile, indicibile e ineffabile.
Lo stadio successivo è l'aḥadiyya o "Unicità assoluta", il secondo livello che si avvicina alle cose create. È nell'aḥadiyya che si manifesta l'attività creatrice dell'Assoluto. Questa "esistenza" nei termini di manifestazione, è conosciuta anche come "Emanazione Santissima" (fayḍ aqdas).
Il grado successivo è quello di wāḥidiyya o Unità, che deriva proprio da questa emanazione. Tra aḥadiyya e wāḥidiyya esiste un rapporto, perché l'uno è interno e l'altro esterno: così anche il grado di purezza cambia. Nello wāḥidiyya la "realtà dell'esistenza" conserva ancora l'Unità originale tuttavia l'Unità è articolata, nonostante non sia ancora allo stadio di mondo fenomenale. Ciò significa che l'Unità racchiude un'infinità di cose diverse. Le articolazioni dello wāḥidiyya, secondo la teologia tradizionale islamica, sono i "nomi e gli attributi divini" che determinano lo stato in cui Dio diviene cosciente di sé stesso attraverso le Perfezioni essenziali (kamālāt dhātīyya). Le perfezioni essenziali di Dio si chiamano "Archetipi esterni" (aʿyān thābita), ogni archetipo esterno è diviso in ẓāhir o "esterno" e bāṯin o "interno" dell'Archetipo. Gli Archetipi eterni vanno considerati come dei modelli di coscienza divina in base ai quali i fenomeni si verificano nello spazio e nel tempo. La manifestazione fenomenale degli archetipi eterni avviene tramite l'"Emanazione santa" (fayḍ muqaddas).

## Tashkīk
Tashkīk o gradazione è strettamente associato all'interpretazione di Sadrian della waḥdat al-wujūd. Secondo questa scuola, la realtà e l'esistenza sono identici il che significa che l'esistenza è una, ma graduata in intensità. A questa metodologia è stato dato il nome di tashkīk al-wujūd e spiega in tal modo che non vi è gradazione di esistenza che si distingue in una vasta catena gerarchica dell'essere (marāṭib al-wujūd) dal pavimento (farsh) al trono divino ('arsh), ma il wujud di ogni esistenza māhīyya non è altro che un grado della singola realtà del wujud la cui fonte è Dio, l'essere assoluto (al-wujūd al-muṭlaq). Ciò che differenzia il wujūd dai diversi gradi di esistenza non è altro che il wujūd secondo diversi gradi di forza e di debolezza. L'universo non è altro che diversi gradi di forza e di debolezza del wujūd, che vanno da un intenso grado di wujūd delle realtà arco-angeliche, al wujūd fioco della polvere umile da cui è stato creato Adamo.

## Critiche al concetto
La metafisica sufi è stata oggetto di critiche dalla maggior parte dei non-sufi. In al-Andalus, dove la maggior parte degli studiosi musulmani era giuridicamente zahirita o malikita, e seguace della teologia Asharita, la metafisica sufi è stata considerata blasfema e i suoi praticanti inseriti in una lista nera. I seguaci dell'approccio teologico ash'arita. in Oriente erano spesso sospettosi nei confronti del Sufismo, anche citando la metafisica.

### La critica all'interno del sufismo
Alcuni sufi, come Ahmad Sirhindi, hanno criticato la waḥdat al-wujūd. Ahmad Sirhindi ha scritto che l'universo non ha esistenza propria ed è un'ombra dell'esistenza dell'Essere necessario. Ha anche scritto che si dovrebbe riconoscere l'esistenza dell'universo dall'assoluto e che l'assoluto non esiste per via dell'esistenza, ma a causa della sua essenza.

### Risposta alle critiche
Pir Meher Ali Shah e Syed Ashraf Waheed hanno replicato che i due concetti differiscono e che nella waḥdat al-wujūd Dio e l'universo non sono identici. Essi considerano l'esistenza reale d'essere per Dio solo e l'universo di avere un'esistenza per sé.

## Waḥdat al-shuhūd
La Waḥdat al-shuhūd è stata spesso tradotto in italiano come Apparentismo. In arabo significa letteralmente "l'unicità della testimonianza", "unicità di percezione", "unicità di apparizione" o "unicità della manifestazione".
Oltre a coloro che si opponevano alla dottrina del waḥdat al-wujūd, c'era chi ha sostituito il soggetto per l'oggetto, formulando la dottrina della Waḥdat al-shuhūd. Questa scuola è stata formulata da ʿAlāʾ al-Dawlah Simnānī, che ha attirato molti seguaci in India, tra cui Ahmed Sirhindi che ha fornito alcune delle formulazioni più accettate di questa dottrina nel sub-continente indiano.
Secondo la dottrina di Ahmed Sirhindi, alcune esperienze di unità tra Dio e il mondo creato sono puramente soggettive e si verificano solo nella mente del credente; esse non hanno riscontro oggettivo nel mondo reale. Nella precedente posizione, Shaykh Ahmad sentiva di aver portato il pensiero sino al panteismo, che era in contrasto con i principi dell'Islam sunnita. Egli ha affermato che Dio e la creazione non sono identici; piuttosto, il secondo è un'ombra o un riflesso del Nome Divino e degli Attributi quando si riflettono negli specchi dei non-esseri opposti (a'dam al-mutaqābilah). Abu Hafs Umar al-Suhrawardi e Abd al-Karim al-Jili erano anche sostenitori dell'apparentismo.

## Al-Wujūd Al-Munbasiṭ (Auto dispiegarsi dell'Essere)
Shah Waliullah Dehlawi ha cercato di conciliare le due dottrine (apparentemente) contraddittorie del waḥdat al-wujūd (l'unità dell'essere) di Ibn Arabi e waḥdat ash-shuhūd (l'unità di coscienza) di Shaykh Ahmad Sirhindi. Shah Waliullah ha ordinatamente risolto il conflitto, chiamando queste differenze 'controversie verbali' che sono sorte a causa del linguaggio ambiguo. Se lasciamo, egli dice, tutte le metafore e le similitudini utilizzate per l'espressione di idee a parte, i punti di vista apparentemente opposti dei due metafisici saranno in accordo. Il risultato positivo degli sforzi di riconciliazione di Shah Wali Allah fu duplice: portò armonia tra i due gruppi contrapposti di metafisici, e legittimò la dottrina della waḥdat al-wujūd tra i mutakallimun (i teologi), che in precedenza non erano pronti ad accettarla.
I suoi libri Lamahat e Sata'at, discutono degli stadi dell'essere, della facoltà percettiva, della relazione tra l'astratto e l'universo, dell'anima universale e delle anime degli uomini dopo la morte, dell'essenza, dei miracoli, delle capacità dell'uomo, dell'anima della perfezione, dell'ordine universale, della fonte della manifestazione, e della trasformazione dei mistici dalla qualità a qualità. Egli ha anche dimostrato che nel tempo la dottrina Sufi è stata divisa tra Apparentismo e unità dell'essere con una differenza di espressione sola, quest'ultima dottrina è stata vista semplicemente come una fase meno avanzata della proiezione.
A suo parere questo intero universo è anche da sé (nafs), come una singola persona ha un se, che si chiama anima universale (an-nafs al-kullīyyah). La molteplicità di tutto l'universo ha origine da esso. Quando Ibn Arabi afferma che tutto è Dio, egli intende in tal modo l'Anima Universale. Questa Anima Universale, o l'essere auto-dispiegante (al-wujūd-al-munbasiṭ), sussiste di per sé. Questa esistenza pervade l'intero universo, sia la sostanza che l'accidente, e accetta la forma di ogni cosa. È sia immanente che trascendente. Al di là di questa esistenza (al-wujūd al-munbasiṭ: l'Anima Universale) verso l'esistenza originale (di Dio) nessuno vi ha accesso. In altre parole, il progresso dell'uomo si conclude con l'Anima Universale o l'essere auto-dispiegato. Egli non può muovere un ulteriore passo in avanti. L'anima universale e Dio, sono così intrecciate che il primo è spesso preso per il secondo.
Per quanto riguarda la questione del rapporto che questa esistenza (al-wujūd al-munbasiṭ) ha con l'essenza di Dio stesso, questa relazione è, tuttavia, nota solo nella sua realtà (anniyyah: I-ness); la sua qualità è sconosciuta e non può essere conosciuta. Così, quando Ibn Arabi afferma che la realtà delle cose esistenti sono i nomi e gli attributi dell'Anima Universale (dell'Essere Auto-dispiegante) nella fase di conoscenza (fīmarṭabat al-'ilm, nella Coscienza Divina) o quando l'Imam Rabbani afferma che le realtà degli oggetti esistenti sono puro nulla su cui le luci dei nomi e gli attributi dell'anima universale (al-wujud al-munbasiṭ) si riflettono è esattamente la stessa cosa. La differenza nella loro lingua è così effimera che non ha bisogno di considerazione.

## Waḥdat al-Maqṣūd
Sultan Bahoo introdusse il concetto di waḥdat al-maqṣūd, l''intenzione dell'unità' o la 'necessità di unità.' Sultan Bahoo non ha sufficientemente elaborato questa idea, focalizzando il suo interesse e l'attenzione verso il concetto di fanā fi-llāh, baqā'billāh' (Annichilazione in Dio, ultimarsi con Dio). Era l'unico studioso Sufi che stabilì il concetto di ultimazione eterna con Dio cessando, o annientando se stessi in Allah. I suoi seguaci hanno scritto molti libri che spiegano le sue idee e i pensieri.